# 陳彥佐
陳彥佐（1990年12月17日—），臺灣男藝人。因總舖師中，演出召喚獸之一（劉子煥）一角走紅。

## 電視劇
| 年份   | 頻道             | 劇名               | 角色         |
| 2015年 | 衛視中文台       | 《我的鬼基友》     | 魔法宅       |
| 2016年 | 民視             | 《我的老師叫小賀》 | 馬大同       |
| 2018年 | 愛奇藝           | 《熱血高校》       | 喬宇         |
| 2020年 | Vidol            | 《限時同居侯八天》 | 主管         |
| 2024年 | 中視、三立都會台 | 《幸福房屋事件簿》 | 胖子鬼       |
| 2024年 | Netflix          | 《正港分局》       | 羅偉倫(小胖) |
| 2026年 |                  | 《夜半11點學校見》 |              |

## 電影
| 年份   | 片名                           | 飾演         |
| 2013年 | 《變身》                       | 猴大黨羽     |
| 2013年 | 《總舖師》                     | 劉子煥(野獸) |
| 2014年 | 《等一個人咖啡》               | 顧客         |
| 2015年 | 《缺角一族》                   | 三貼男       |
| 2016年 | 《大尾鱸鰻2》                  | 養豬主人     |
| 2017年 | 《健忘村》                     | 朱二餅       |
| 2021年 | 《該死的阿修羅》               | 助理         |
| 2023年 | 《關於我和鬼變成家人的那件事》 | 羅偉倫(小胖) |

### 短片
| 上映年份 | 影片名稱     | 飾演 |
| 2015年   | 《人生浣腸》 |      |
| 2024年   | 《遊戲開始》 |      |

## 綜藝節目
| 播出頻道              | 節目名稱                   |
| 中視綜藝台 中天綜合台 | 《康熙來了》               |
| 民視                  | 《綜藝大集合》             |
| 民視                  | 《2016、2017過年特別節目》 |

### MV作品
- 羅志祥－夠了
- 安心亞－在一起

## 廣告
- 萬金石路跑
- 屏東四重溪
- 統一麵
- Payeasy購物網
- 御茶園双茶花
- 味丹味味一品
- 7-11麻辣燙
- 7-11燴飯